# Šventoji (Lituanie)
Šventoji ([ɕvʲɛnˈtôːjɪ], le mot signifie Les Saints en lituanien ; en letton le nom de la commune est Sventāja et en allemand Heiligenau) est une petite station balnéaire sur la côte de la mer Baltique en Lituanie.
Administrativement, elle fait partie de la ville de Palanga à 10 km au nord de laquelle elle est située, à proximité de la frontière avec la Lettonie. Plus au nord du village se trouve Būtingė (en) et son terminal pétrolier. C'est en 1542 que ce village et son port apparaissent sur une carte due au cartographe H. Celijus. C'est dans cette localité que la rivière Šventoji se jette dans la mer.

## Histoire
Šventoji est un site archéologique important puisque les artefacts les plus anciens sont datés d'environ 3000 av. J.-C. On y a également trouvé une canne célèbre en forme de tête d'élan. C'est un ancien village de pêcheurs devenu maintenant village touristique. Šventoji s'est toujours efforcé de développer un port, qui devait rivaliser avec les ports voisins de Klaipėda et de Liepaja. Un port plus grand a été construit dans la seconde moitié du XVIIe siècle, surtout quand, en 1679, il a été loué à des marchands anglais, mais il a été détruit en 1701 au cours de la grande guerre du Nord. Au temps de l'Empire russe (1795-1915), le port était moribond et il n'a commencé de nouveau à se développer que lorsqu'il est devenu lituanien en 1921. Deux jetées ont été construites, mais elles étaient souvent couvertes de sable. Aussi Šventoji n'est-il jamais devenu un port plus grand, mais il est brièvement devenu indispensable à la Lituanie pendant la brève période entre le moment où elle a perdu le contrôle de Klaipeda, et celui où elle a été incorporée à l'Union soviétique.